# ديلان كايت
ديلان كايت (بالإنجليزية: Dylan Kight)‏ هو مغن مؤلف وملحن أمريكي، ولد في 4 سبتمبر 1984.

## وصلات خارجية
- الموقع الرسمي